# Jim Bullinger
Pour les articles homonymes, voir Bullinger.
James Eric Bullinger (né le 21 août 1965 à La Nouvelle-Orléans, Louisiane, États-Unis) est un lanceur droitier de baseball ayant joué dans les Ligues majeures de 1992 à 1998, principalement avec les Cubs de Chicago.
Son jeune frère Kirk Bullinger, aussi un lanceur, a évolué quelques années dans les Ligues majeures à partir de 1998.

## Carrière
Joueur des Privateers de l'université de La Nouvelle-Orléans, Jim Bullinger est repêché par les Cubs de Chicago au neuvième tour de sélection en 1986. Il est à ce moment un joueur d'arrêt-court mais dans les ligues mineures il devient lanceur à partir de 1989. Il joue son premier match dans le baseball majeur avec les Cubs le 27 mai 1992. Il est principalement employé comme lanceur de relève à sa saison recrue. Avec 30 sorties en relève et 9 départs comme lanceur partant, il totalise 85 manches lancées. Il ne remporte que deux matchs contre huit défaites mais enregistre sept sauvetages comme releveur.
Il joue peu en 1993, où les Cubs font appel à lui pour seulement 16 manches et deux tiers de travail en relève. Cependant, il connaît une bonne saison 1994 alors que sa moyenne de points mérités descend à 3,60 en 100 manches au monticule. Il effectue 10 départs et 23 sorties en relève, remportant six victoires contre deux défaites et enregistrant deux sauvetages.
Utilisé uniquement comme lanceur partant en 1995, Bullinger connaît un excellent début de saison et gagne finalement 12 parties contre 8 défaites pour Chicago. Il affiche une moyenne de points mérités de 4,14 en 150 manches lancées dans ses 24 départs.
À sa dernière saison chez les Cubs en 1996, sa moyenne fait un bond et atteint 6,54 en 129 manches et un tiers. Il fait de nouveaux séjours dans l'enclos de relève bien qu'il amorce 20 rencontres, mais termine l'année avec six gains contre 10 revers.
Il rejoint comme agent libre les Expos de Montréal pour la saison 1997. Il dispute 36 parties pour Montréal, 25 comme lanceur partant et 11 comme releveur. Sa fiche victoires-défaites est de 7-12 avec une moyenne de points mérités de 5,56. Il quitte Montréal à la fin de la saison. Son frère Kirk Bullinger fait l'année suivante ses débuts dans le baseball majeur avec les Expos.
Jim Bullinger complète sa carrière par deux apparitions pour les Mariners de Seattle en 1998. Il a lancé 642 manches en 186 parties dans les majeures au cours de 7 saisons. 89 de ses 186 matchs furent comme lanceur partant. Bullinger a gagné 34 matchs contre 41 défaites, compte 11 sauvetages en carrière, 392 retraits sur des prises et une moyenne de points mérités à vie de 5,06.